# Michael Yome
Michael Thomas Yome, detto Mikey (29 agosto 1994), è un calciatore gibilterriano, attaccante dell'Europa FC.

## Carriera

### Club
Appassionato di calcio, inizia la sua carriera in patria giocando per Lincoln Red Imps e Manchester 62. Nel 2016 si trasferisce in Inghilterra per studiare alla Canterbury Christ Church University e, nello stesso periodo, gioca per il Canterbury City.
Nell'agosto 2017 fa ritorno in patria, all'Europa FC, con cui gioca fino al 2022, anno in cui si trasferisce al St Joseph's.
Nel 2025, dopo tre anni, ritorna all'Europa FC.

### Nazionale
Ha esordito con la Nazionale maggiore gibilterriana nel 2015.